# Valentin Popârlan
Valentin Popârlan (n. 12 iunie 1987, Viziru, județul Brăila) este un jucător de rugby în XV profesionist român. Evoluează ca linia II.

## Carieră
S-a crescut RC Brăila, apoi s-a alăturat clubului CS Dinamo , cu care a fost campion național în anii 2007 și 2008, și a cucerit Cupa României în 2008. Din 2012 evoluează pentru RCM Timișoara. La nivel european a jucat pentru Lupii București.
Și a făcut debutul pentru echipa națională a României într-un meci de Cupa Națiunilor IRB împotriva echipa națională a Namibiei în iunie 2007. A fost convocat la Cupa Mondială de Rugby din 2015.

## Legături externe
- en  Statistice internaționale Arhivat în 4 martie 2016, la Wayback Machine. pe ESPN Scrum
- en  Statistice europene Arhivat în 7 octombrie 2015, la Wayback Machine. pe EPC Rugby